# Histoire des États-Unis depuis 1980
 (décembre 2021).
Les années 1980 aux États-Unis sont marquées notamment par la fin de la Guerre froide, et la présidence de Ronald Reagan. Le monde bipolaire est réunifié, et l'Union des républiques socialistes soviétiques est dissoute. La guerre du golfe marque le début des années 1990, puis en 2001, les attentats du 11 septembre, l'une des attaques les plus importantes de toute l'histoire du pays. Le pays est lancé dans une « guerre contre le terrorisme » depuis cette date. Une crise économique sans équivalent depuis celle de 1929, la crise des subprimes, nait également en 2007.

## Évènements
- Irangate
- Krach d'octobre 1987
- Guerre du Golfe
- Jeux olympiques d'été de 1996
- Affaire Monica Lewinsky
- Attentat d'Oklahoma City
- Attentats du 11 septembre 2001
- Guerre d'Afghanistan
- Guerre d'Irak
- Crise des subprimes
- Élection de Barack Obama

## Administration Reagan (1981-1989)

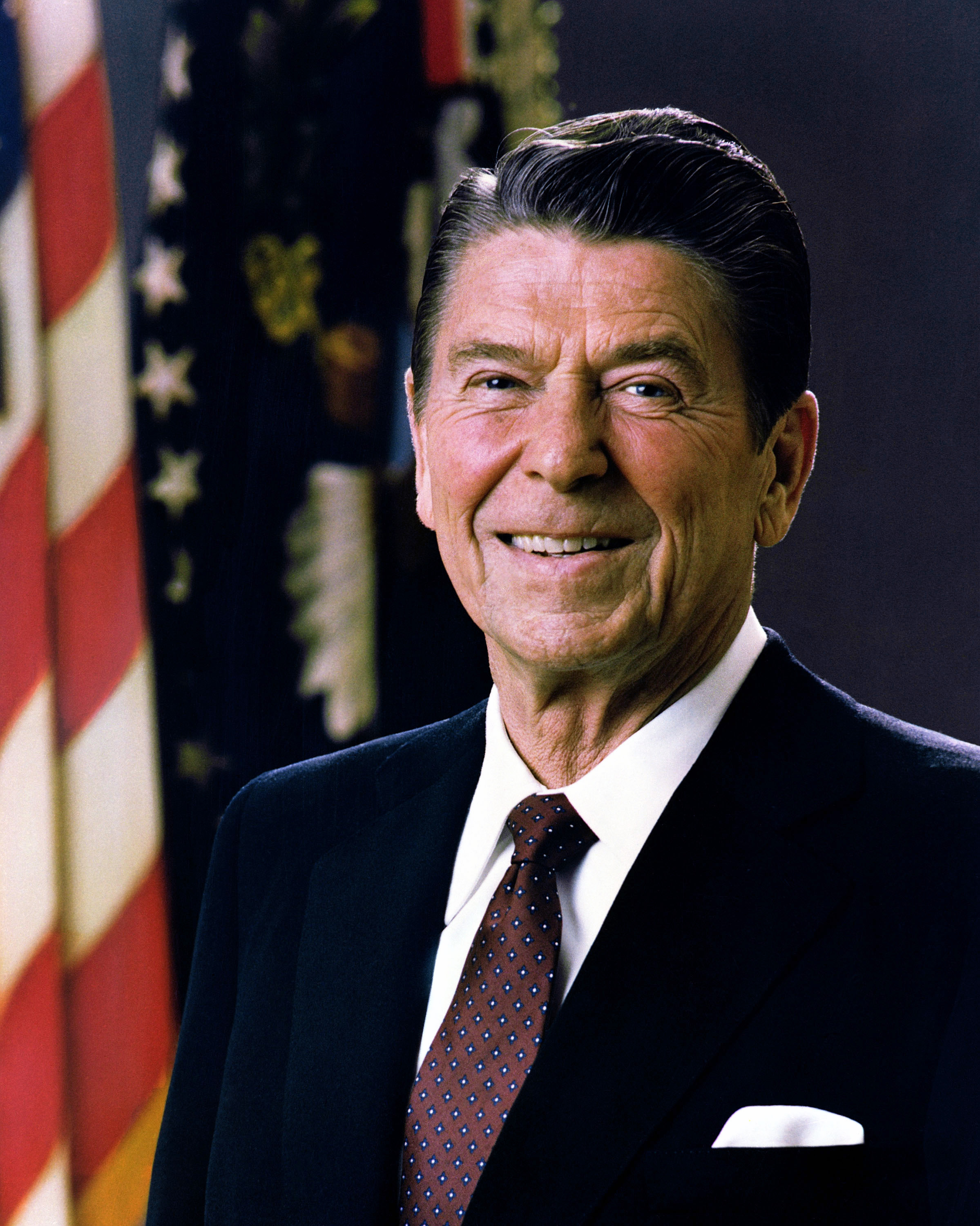
Ronald Reagan

Dès 1981, la nouvelle politique de Reagan (1981-1989) est un succès autant dans le pays[réf. nécessaire], avec les Reaganomics, qu'à l'étranger, ou va relancer la course avec l'URSS, le menant en partie à son éclatement. En effet, Reagan arrive en 1981 annonçant « America is Back », et il va tout faire pour réaliser un retour à la grandeur de son pays. Deux heures après son élection, les otages de l'ambassade américaine en [otages iran 80 américain Iran] retenus depuis 411 jours sont libérés. Dans sa politique de grandeur nationale, il va relancer la course à l'armement et à l'influence contre l'"Empire du Mal", mettant en place dès 1983 le système des IDS, dépassant définitivement l'URSS. Il est souvent perçu comme le vainqueur de la Guerre froide. Un krach boursier se produit en 1987, mais le pays s'en relèvera assez vite.
Par ailleurs, il va s'inscrire comme leader dans un contexte de néolibéralisme mondial. Au même moment, au Royaume-Uni, M. Thatcher mène elle aussi une politique néolibérale forte. La politique monétaire de l’administration Reagan se traduit par une forte hausse des taux d’intérêts des États-Unis et le dollar est réévalué de 50 %. Cette politique génère notamment une explosion de la dette des pays d'Amérique latine, ceux-ci utilisant généralement le dollar pour rembourser les sommes dues. En France, François Mitterrand regrette également cette politique : « Les États-Unis nous font payer leur chômage et leur déficit. C’est nous qui permettons à Reagan de continuer une politique qui nous écrase ».

## Après la guerre froide (1989-2001)
Depuis la fin de la Guerre froide et le démantèlement de l'Union soviétique en 1989-1991, les États-Unis sont aujourd'hui la seule superpuissance dans le Monde. Le pays s'engage dans les relations diplomatiques au Proche-Orient, et participe à la Guerre du Golfe (1990-1991). La présidence de Bill Clinton (1993-2001) fut marquée par les guerres en Yougoslavie, par l'affaire Monica Lewinsky, l'explosion de la bulle Internet et par une croissance économique continue. George W. Bush (2001-2009), arrive au pouvoir après une des élections les plus controversées de l'histoire du pays.

## «La guerre contre le terrorisme» (2001)

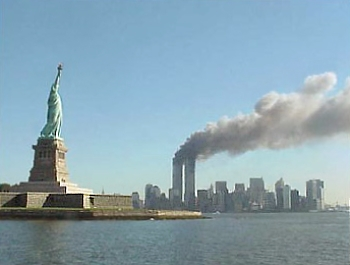
Les attentats meurtriers à New York le 11 septembre font près de 3000 morts.

Le 11 septembre 2001, les États-Unis sont victimes d'une vague d'attentats terroristes qui font près de trois mille morts. Washington en réponse se lance dans une "Guerre contre le terrorisme" en Afghanistan puis en Irak (guerre d'Afghanistan et guerre d'Irak). Ces guerres se révèleront couteuses, et dégraderont l'image des États-Unis, ainsi que celle de son président à l'international. 
Le sud du pays est frappé de plein fouet en 2005 par Katrina, un des ouragans les plus ravageurs de toute l'histoire des États-Unis.

## Une crise économique (2007-2009)
Dès 2007, le pays est touché par une crise économique et financière, provoquée par crise des subprimes, la spéculation. Elle deviendra mondiale. De grandes compagnies comme Lehman Brothers ou General Motors sont en faillite. L'industrie subissant la plus grosse déroute est celle de l'automobile, des entreprises européennes comme PSA sont touchées également, les licenciements sont accélérés en Amérique et en Europe. 
La crise américaine va jusqu'en Asie également, Sony ou Panasonic connaissent également une déroute après le miracle économique japonais. En 2008, Barack Obama est élu en tant que premier président afro-américain du pays, succède au président sortant Bush devenu impopulaire. Sa politique, notamment sa plus grande ouverture à la coopération sur le plan international, tranche radicalement avec son prédécesseur.

## Présidents
- 1981-1989 : Ronald Wilson Reagan
- 1989-1993 : George H. W. Bush
- 1993-2001 : William Jefferson Clinton
- 2001-2009 : George W. Bush
- 2009-2017 : Barack Obama
- 2017-2021 : Donald J. Trump
- Depuis 2021 : Joe Biden